# Comuna Bytów
Comuna Bytów (poloneză gmina Bytów) este o comună rurbană din powiat-ul bytowski, voievodatul Pomerania, din partea septentrională a Poloniei. Sediul administrativ este orașul Bytów. Conform datelor din 2006 comuna avea 23.538 de locuitori. Întreaga suprafață a comunei Bytów este 197,44 km².
În comuna sunt 15 sołectwo-uri: Dąbie, Gostkowo, Grzmiąca, Mądrzechowo, Mokrzyn, Niezabyszewo, Płotowo, Pomysk Mały, Pomysk Wielki, Rekowo, Rzepnica, Sierzno, Świątkowo, Udorpie și Ząbinowice. Comuna învecinează cu șase comune ale powiat-ului bytowski: Borzytuchom, Czarna Dąbrówka, Parchowo, Studzienice, Lipnica și Tuchomie.
Înainte de reforma administrativă a Poloniei din 1999, comuna Bytów a aparținut voievodatului Słupsk.